# Vauxhall (Brussel)

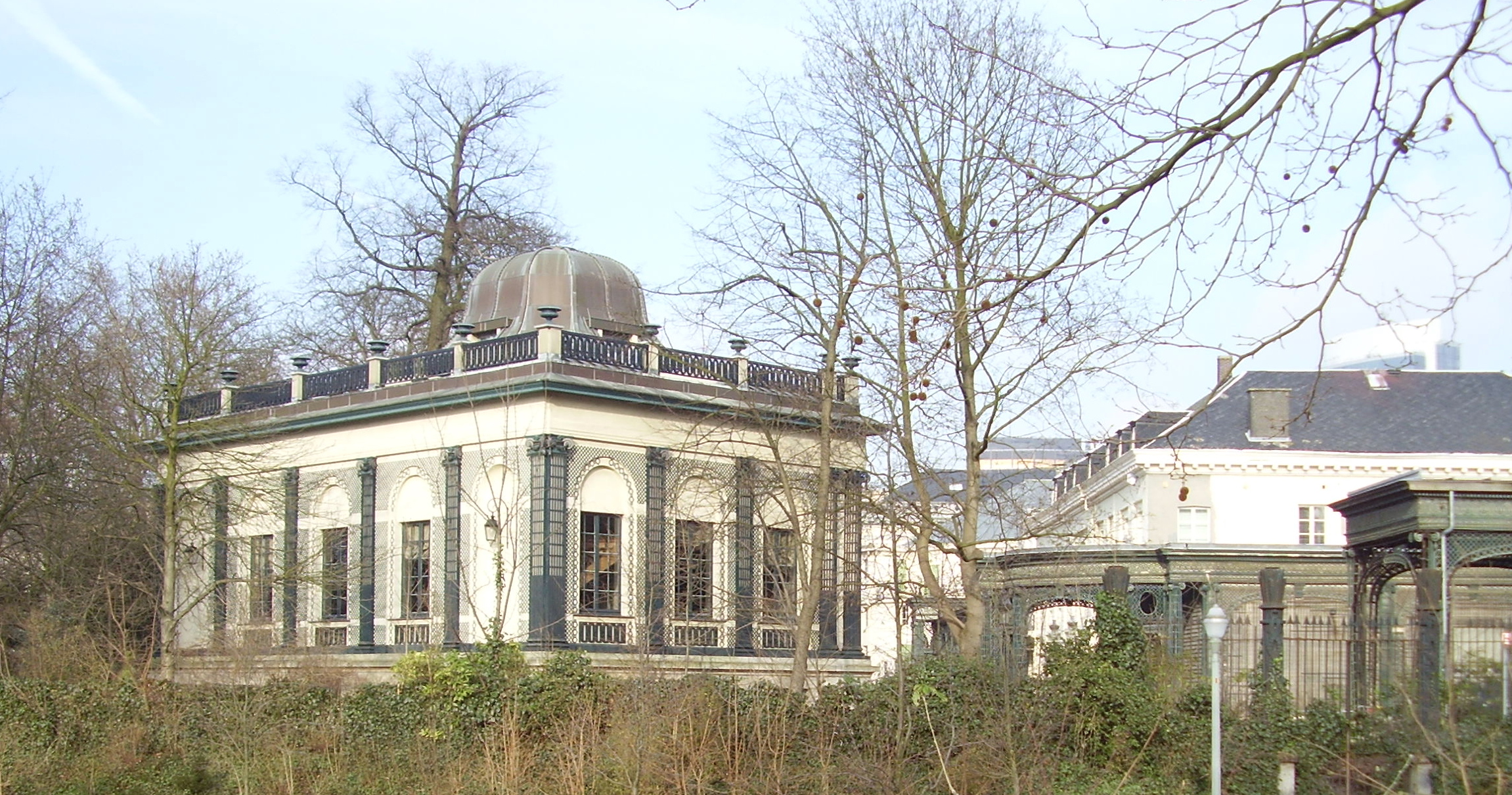
Links het hoofdgebouw, rechts de trellisgalerij en erachter de Cercle Gaulois (tegen het Koninklijk Parktheater)

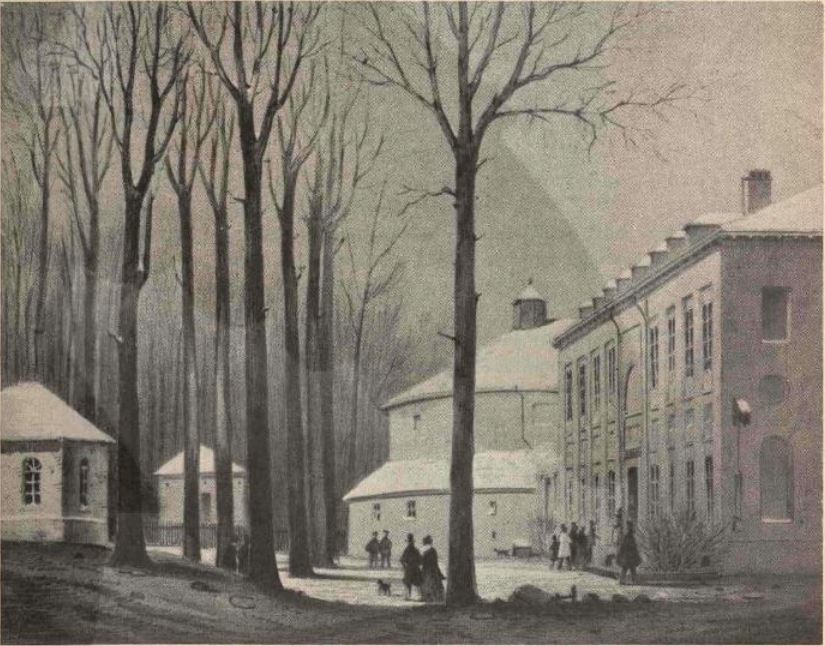
Eerste Vauxhall van Montoyer

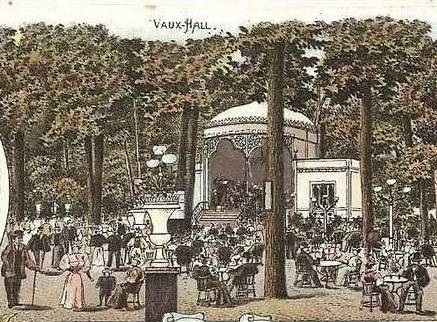
Moorse kiosk in 1898

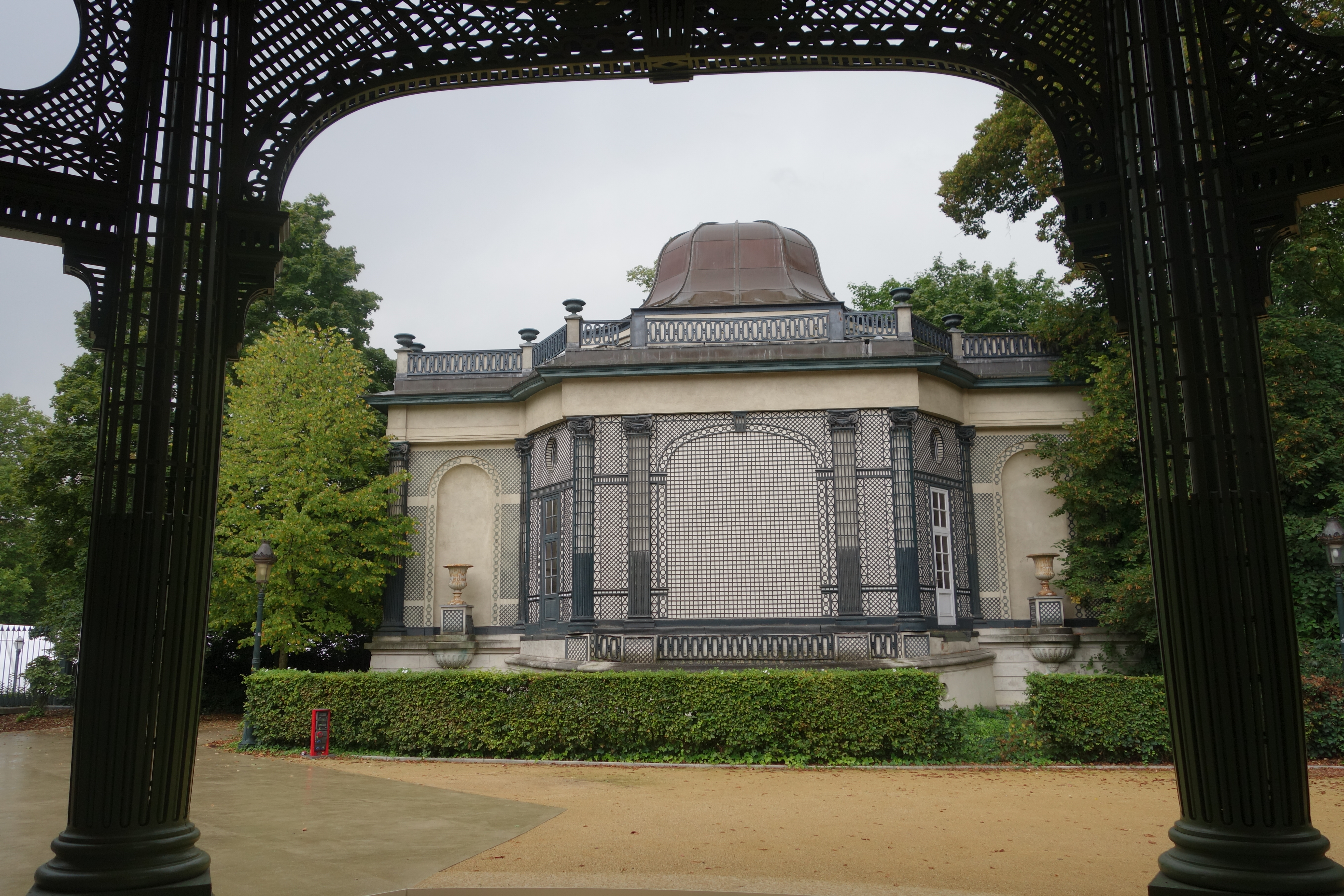
De eigenlijke Vauxhall, toegemaakt in 1987

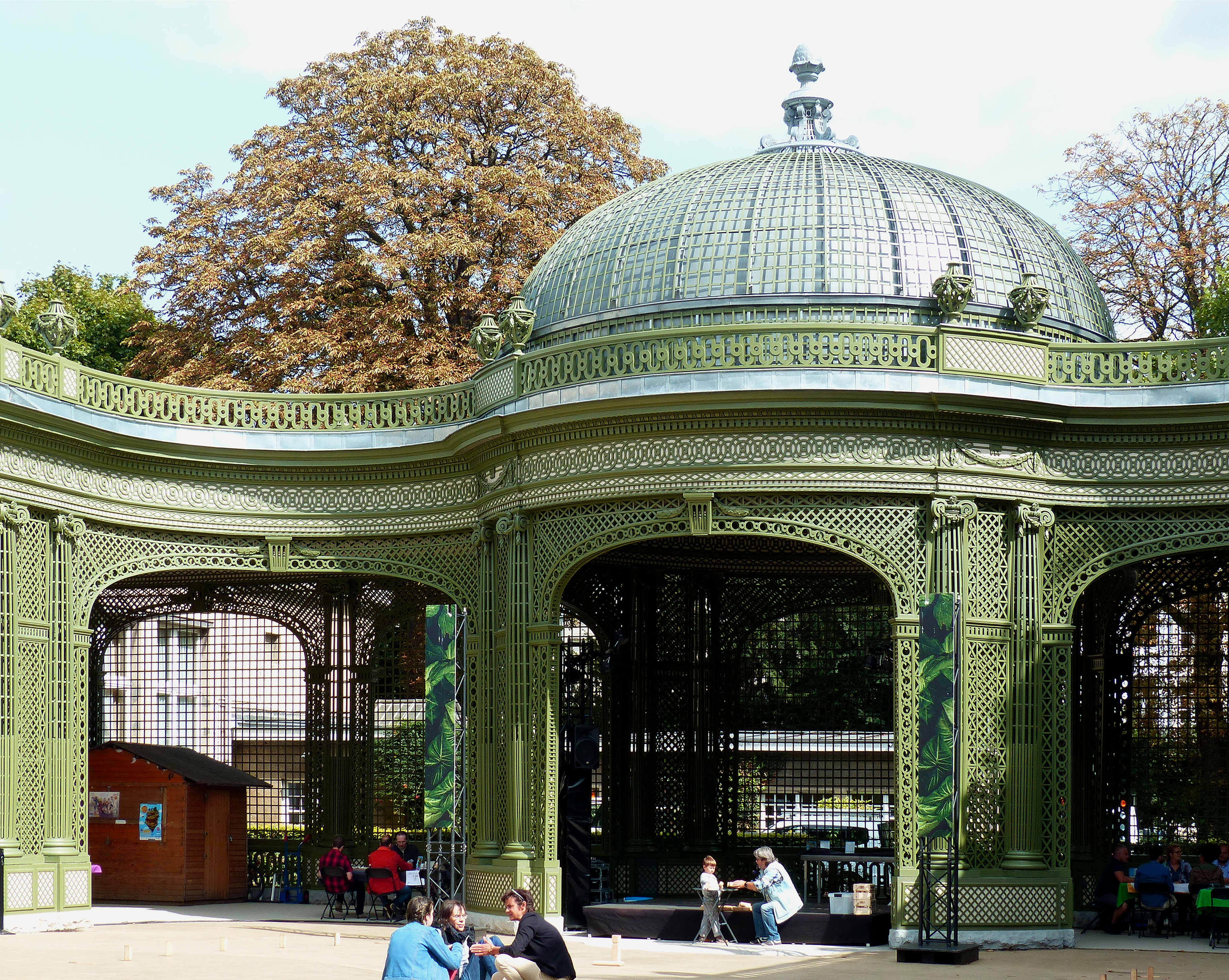
Centraal deel van Malfaits U-vormige trellisgalerij (1913)

De Vauxhall of Waux Hall van Brussel is een 18e-eeuws recreatieoord in het Warandepark achter het Koninklijk Parktheater. Het huidige uitzicht gaat grotendeels terug op François Malfait (1913).

## Geschiedenis
De naam komt van een Londense uitgaansgelegenheid die in 1732 was opgericht en een begrip werd in Europa. In 1780 kreeg de familie Bultos (vader Pierre en zonen Alexandre en Herman) toestemming om een spektakelzaal en een hutte servant de Vauxhall te bouwen in het Park van Brussel. De familie Bultos handelde in wijn en koffie en baatte al een drankslijterij uit onder een Turkse tent op de hoek van Wetstraat en Hertogstraat. Alexandre Bultos was sinds 1777 ook codirecteur van de Koninklijke Muntschouwburg. Ze bouwden een houten loge en mochten in 1782 sterk uitbreiden. Architect Louis Joseph Montoyer ontwierp een spektakelzaal (het huidige Parktheater), een balzaal en een café. Behalve eten, drinken en gokken kon men in de Vauxhall ook naar concerten luisteren of winkelen in de zeven paviljoenen rondom het gebouw, waar boeken, juwelen, prenten en snuisterijen verkocht werden.
In 1818 kocht de stad de Vauxhall aan. Ze stelde hem ter beschikking van de Concert Noble, een adellijke muzieksociëteit die er bals en concerten organiseerde (1820-1870). Tegen het bestaande café werd een nieuwe feestzaal aangebouwd, naar ontwerp van architect Charles Vander Straeten. De zaal, gedecoreerd met kariatiden van François Rude, is tegenwoordig het pronkstuk van de exclusieve Franstalige club Cercle Gaulois. In de kiosk vonden vanaf 1852 de zomerconcerten van de Muntschouwburg plaats.
Eind 19e eeuw kwam het complex in handen van de Cercle Artistique et Littéraire. De Cercle hield er een jaarlijkse tentoonstelling, waar Rodin in 1877 De Bronstijd presenteerde. Een andere wereldpremière die er plaatsvond was de eerste sonate voor viool en piano van César Franck, gespeeld door diens leerling Eugène Ysaÿe.
In 1913 was de Vauxhall in onbruik. De stad wilde de uitgaansgelegenheid nieuw leven inblazen en vertrouwde de plannen toe aan haar architect François Malfait. Hij tekende een trellisgalerij en een muziekpaviljoen in kastanjehout. De Moorse kiosk vormde hij om tot een Lodewijk XV-paviljoen.
In 1987 kreeg baron Eric d'Huart de Vauxhall voor een symbolische frank in erfpacht, in ruil voor een complete restauratie. Hij ging er zelf wonen, maar vertrok in 2010 wegens de overdaad aan nachtelijke festiviteiten en vandalisme in het park.

## Beschrijving

### Eigenlijke Vauxhall
De eigenlijke Vauxhall gaat terug op de Moorse kiosk opgericht in 1782. Stadsarchitect François Malfait ontwierp in 1913 een nieuw paviljoen in Lodewijk XV-stijl. Het is vanaf 1987 toegemaakt en gerestaureerd.

### Trellisgalerij
De trellisgalerij en het muziekpaviljoen in kastanjehout zijn eveneens van Malfait. Hij voorzag groen geverfd houten latwerk en een koepel à l'impériale.

### Vroeger hoofdgebouw
Het oorspronkelijke hoofdgebouw van de Vauxhall, tegenwoordig de Cercle Gaulois, was een ontwerp van Louis Joseph Montoyer. De gevel telde negen gelijke traveeën en een fronton. Het is later verbouwd.